# Armée de la République batave
Ne doit pas être confondu avec Légion batave.
L'armée de la République batave constitue les forces armées de la République batave pendant les guerres de la Révolution française.

## Historique
L'armée de la République batave est créée en janvier 1795 après le succès de l'invasion française des Pays-Bas, à partir de l'armée des Provinces-Unies, réorganisée sur le modèle de l'armée révolutionnaire française.
Les forces bataves participent à la guerre de la première coalition, à la guerre de la deuxième coalition et la guerre de la troisième coalition.
Le 5 juin 1806, la République batave devient le royaume de Hollande et son armée devient l'armée du royaume de Hollande.

## Composition

### Infanterie
L'infanterie de ligne est constituée le 7 juillet 1795 en demi-brigades de trois bataillons. Elle compte six (puis sept) demi-brigades regroupant vingt-et-un bataillons d'infanterie de ligne. Les bataillons deviennent indépendants en 1803 puis sont groupés par régiments en 1805.
S'ajoutent quatre bataillons de Jägers et trois régiments étrangers : 1er et 2e régiments de Waldeck et régiment de Saxe-Gotha. En 1805, les bataillons de Jägers sont groupés en deux régiments.
Les colonies bataves conservent leurs unités, comme les troupes de la compagnie néerlandaise des Indes orientales à Java, le régiment wurtembergeois au Ceylan néerlandais. D'autres unités sont envoyées renforcer les colonies après la paix d'Amiens (mars 1802) :
- Au Cap[9] :
  - 5e bataillon du régiment de Waldeck ;
  - 22e bataillon d'infanterie ;
  - 23e bataillons d'infanterie (rejoint Java en 1804) ;
  - 9e bataillon de Jäger.
- Aux Indes occidentales, au Suriname (en) et au Démérara[10] :
  - 5e, 6e, 7e et 8e bataillons de Jäger.

Enfin, sont créés le 11 juin 1805 un bataillon de grenadiers de la garde consulaire et deux compagnies d'infanterie légère de la garde consulaire.

### Cavalerie

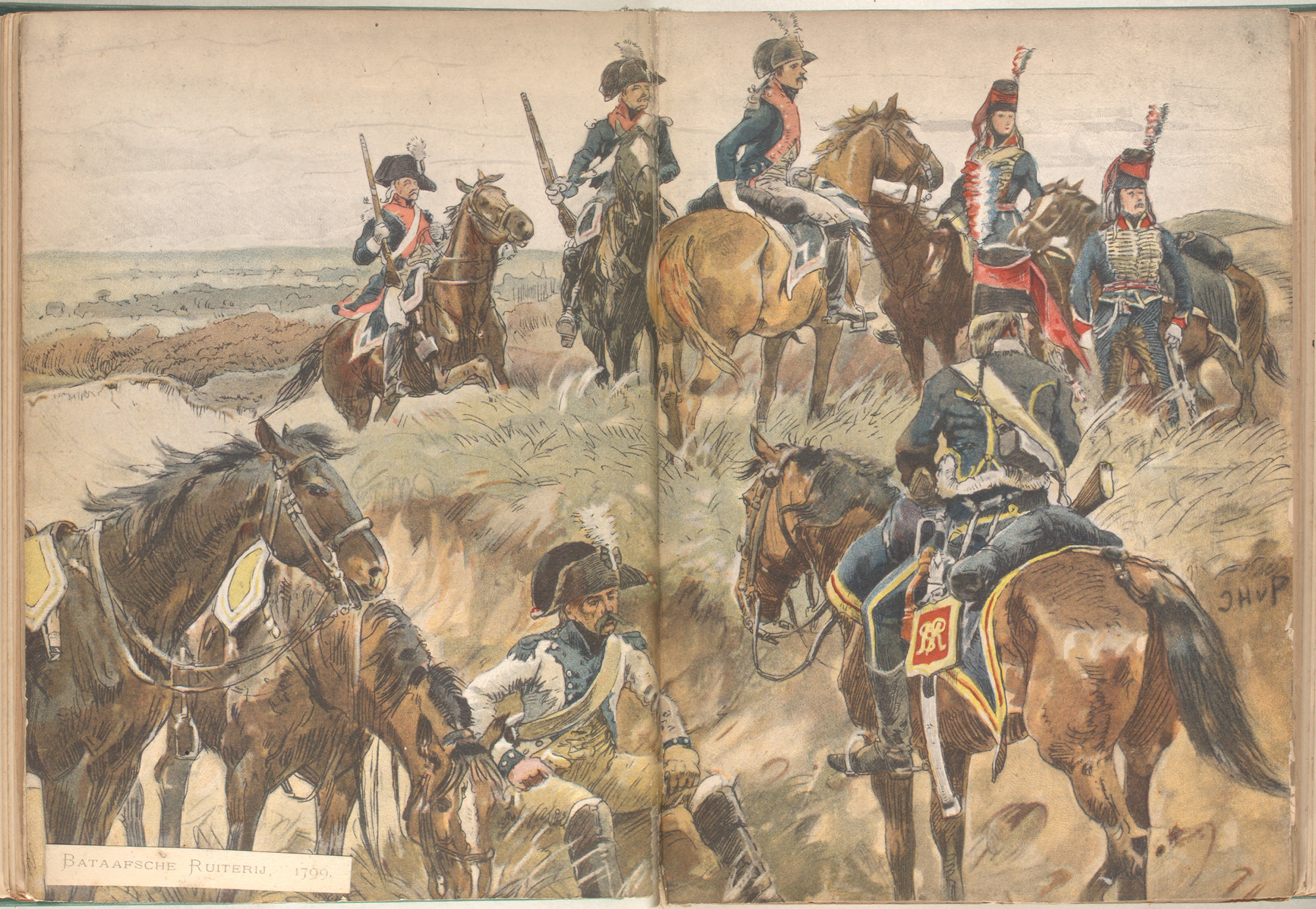
Cavalerie batave en 1799.

La cavalerie est organisée le 8 juillet 1795 avec deux régiments de cavalerie (1er et 2e), un régiment de dragons et un régiment de hussards. Le 20 octobre 1805, les deux régiments de cavalerie sont renommés régiments de dragons légers.
Un escadron de dragons est également envoyé au Cap en 1802,.

## Uniformes
L'uniforme de l'infanterie de ligne est proche de celui des armées françaises, avec manteau bleu et bicorne.